# Цветоделение
Цветоделе́ние — технологический этап воспроизведения цветного изображения, при котором свет сложного спектрального состава разделяется на несколько монохромных полутоновых составляющих, каждая из которых содержит информацию только об одном цвете или другом параметре цветового пространства. Полученные в результате цветоделения изображения называются цветоделёнными.

## Цветовые модели
Наиболее распространённой моделью субтрактивного синтеза цвета является полиграфическая система CMYK — голубой, пурпурный, жёлтый, ключевой (чёрный). Помимо субтрактивной схемы, в теории цветовоспроизведения выделяют аддитивную. Она предполагает не вычитание цветовых составляющих из «белого» потока, а суммирование разноцветных потоков в единый результирующий поток. Одним из вариантов аддитивной схемы является модель RGB — красный, зелёный, синий. Если субтрактивная схема применяется в полиграфии (с «нулём» в белой бумаге), то аддитивная (обладающая бо́льшим цветовым охватом) — в телевизорах, мониторах и т. п., где выключенный экран выглядит чёрным.

## Методы
Цветоделение — процесс разложения полноцветного изображения на 3 плоскости RGB, 4 плоскости CMYK, или на большее число плоскостей. С каждой плоскости при помощи фотонаборного автомата может быть выведена фотоплёнка, с которых в свою очередь могут быть изготовлены печатные формы для различных красок, опять-таки с помощью фотопроцесса. При цветоделении возможна дополнительная обработка данных, например с целью уменьшения муара.

## Цветоделение в полиграфии
Цветоделение в современной полиграфии — процесс подготовки цветных изображений к печати несколькими красками. Данная технология использует принцип субтрактивного синтеза цвета, предполагающий, что на материал, отражающий или пропускающий свет (например, бумагу или прозрачную плёнку) наносятся слои цветных красителей, каждый из которых «вычитает» из белого цвета свою долю спектра.
Традиционно цветоделение осуществлялось в типографиях с помощью оптических фильтров и системы растров. В настоящее время процесс растрирования и цветоделения автоматизирован и реализован программно для допечатной подготовки изображений, в частности в графическом редакторе Adobe Photoshop. Цветоделение здесь представляет собой преобразование цветного изображения в четыре цветоделённых, из которых изготавливаются четыре офсетных печатных формы, последовательно наносящие цветные типографские краски на бумагу, образуя полноцветное изображение на оттиске.

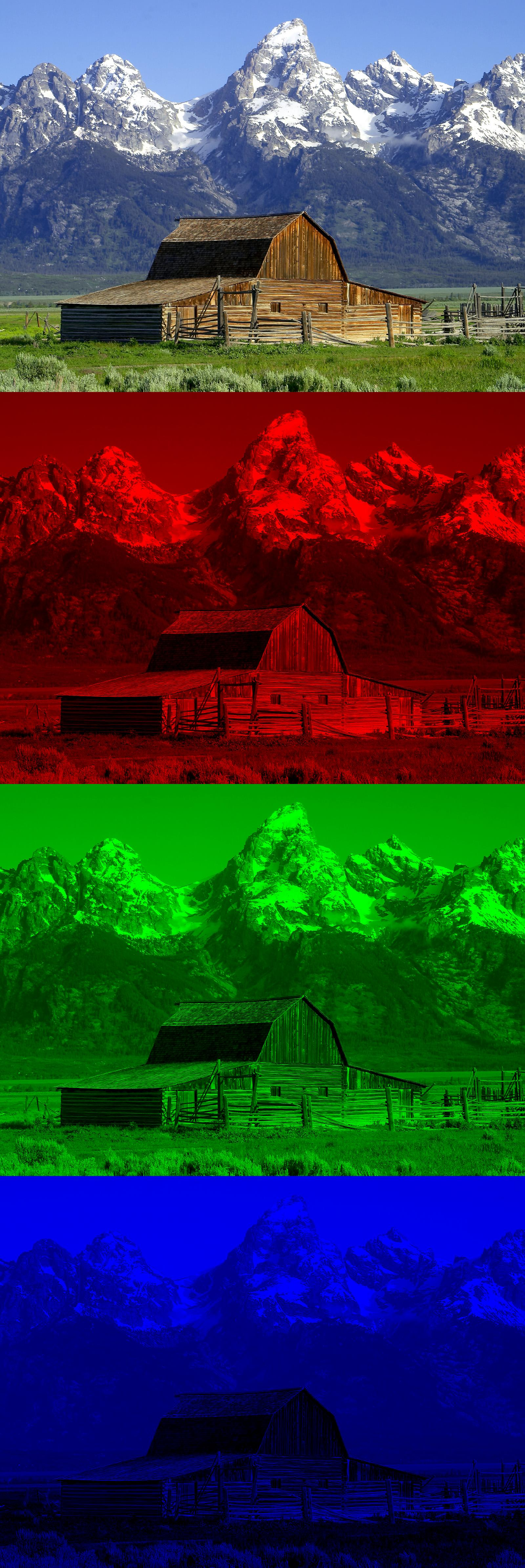
RGB
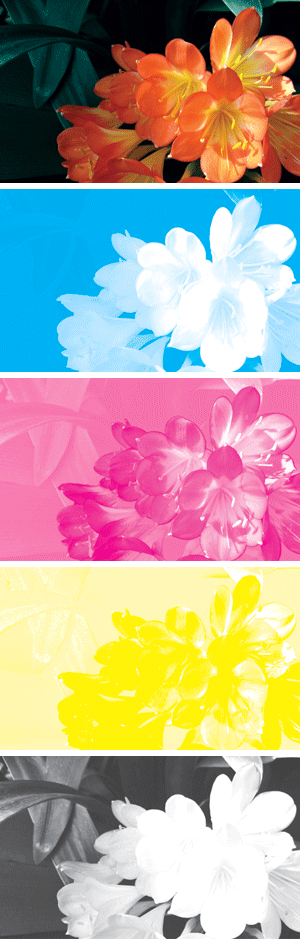
CMYK

## Цветоделение в цветной фотографии и кинематографе
В цветной плёночной фотографии, так же, как и в плёночном кинематографе, при цветоделении получаются три цветоделённых монохромных изображения на отдельных плёнках или в отдельных слоях многослойного светочувствительного фотоматериала. Разделение на составляющие происходит при помощи светофильтров или за счёт избирательной спектральной чувствительности фотоэмульсии. Самые первые способы цветоделения в фотографии и кинематографе предусматривали одновременную съёмку двух или трёх чёрно-белых негативов с разделением светового потока цветоделительными призмами и светофильтрами. Первые цветные киносистемы «Синеколор» и «Техниколор» предусматривали съёмку на две или три киноплёнки.
Кроме этих технологий существовали растровые киноплёнки «Дюфайколор» и лентикурярные фотоматериалы с линзовым растром, нанесённым на подложку и осуществлявшим цветоделение совместно с цветными светофильтрами, установленными в съёмочный объектив. Разрешающая способность таких фотокиноматериалов была неудовлетворительной и эти процессы компаний Kodak и Agfa были забыты в середине 1930-х годов.
Цветная фотография также использовала три негатива, снимаемые через цветные светофильтры и последующее совмещение цветоделённых окрашенных изображений. Однако, аппаратура для такой фото- и киносъёмки была слишком громоздкой и сложной в эксплуатации, и после появления цветных многослойных плёнок практически вышла из употребления.
В цветных многослойных плёнках используются оба способа: часть светочувствительных слоев различной спектральной чувствительности располагаются под цветными фильтрующими слоями, отсекающими часть светового спектра. При лабораторной обработке в светочувствительных слоях образуются красители разных цветов, в зависимости от цвета излучения, к которому сенсибилизирован слой. Так получается цветное изображение, состоящее из нескольких (чаще всего — трёх) цветоделённых составляющих.
При негативно-позитивном процессе три светочувствительных слоя воспринимают основные цвета, применяемые при аддитивном способе синтеза цвета, то есть красный, зелёный и синий. А красители, образующиеся в слоях, дают изображение цветов, дополнительных к воспроизводимому и применяемых при субстрактивном синтезе, то есть желтый, пурпурный и голубой. Цветоделение происходит дважды — при изготовлении негатива и позитива, в результате чего в позитиве образуются цвета, дополнительные к цветам негатива и совпадающие с цветами объекта съёмки.
При обращаемом процессе цветоделение происходит только однажды во время съёмки. Поэтому, качество цветопередачи изображения, получаемого на обращаемых плёнках, значительно превосходит получаемое при негативно-позитивном процессе. При гидротипном способе изготовления фильмокопий (технология «Техниколор») на киноплёнке или фотографий, после цветоделения получаются три цветоделённых матрицы, с которых происходит последовательная печать на бланкфильм красками дополнительных цветов.
В цифровой фотографии и цифровом кинематографе цветоделение происходит при помощи фильтра Байера в светочувствительных матрицах или трёх слоев с различной спектральной чувствительностью в многослойных матрицах Foveon X3. Цветоделение производится на основные цвета, применяемые при аддитивном синтезе цвета. Для получения цветов субтрактивного способа, используемого в полиграфии, производят обработку цифровых изображений компьютером.

## Цветоделение в телевидении

Цветоделительная дихроичная призма трехматричной видеокамеры

В самых первых цветных передающих телевизионных камерах цветоделение происходило при помощи дихроичных призм или зеркал, при помощи которых на трёх или четырёх передающих трубках получалось три монохромных изображения основных цветов. Позднее появились передающие трубки, которые осуществляли внутреннее цветоделение при помощи решётчатых светофильтров. С появлением полупроводниковых ПЗС-матриц высококачественные профессиональные видеокамеры по-прежнему оснащаются цветоделительной системой и тремя матрицами.
В более дешевых и компактных одноматричных устройствах цветоделение происходило при помощи решетки Байера, как в цифровых фотоаппаратах, появившихся позднее. Современные видеокамеры и, особенно, цифровые кинокамеры, почти не используют громоздкую призменную систему цветоделения, накладывающую ограничения на использование оптики определённых типов, и основаны на решетке Байера.
Некоторые типы телекинопроекторов и сканеров киноплёнки также используют трёхматричную систему цветоделения.